# 8063 Крістінатомас
8063 Крістінатомас (8063 Cristinathomas, 1977 XP2, 1989 CN5, 1996 PP) — астероїд головного поясу, відкритий 7 грудня1977.
Тіссеранів параметр щодо Юпітера — 3.268.